# ذي أنيملز

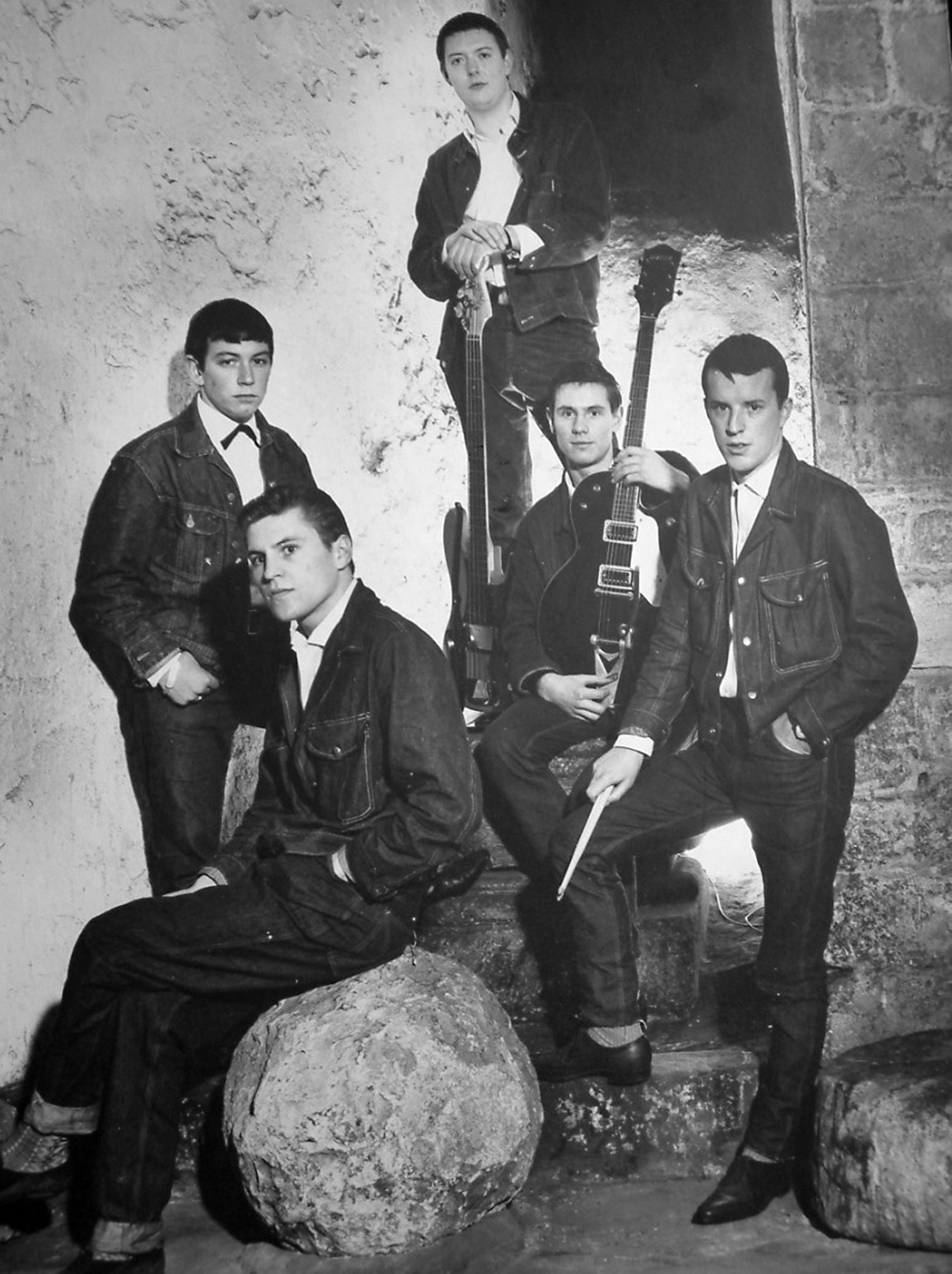

ذي أنيملس (بالإنجليزية: The Animals)‏ مجموعة موسيقية أنجليزية اشتهرت في الستينيات، تكونت المجموعة في نيوكاسل أبون تاين في بدايات العشرية. ولا تزال نشطة حتي يومنا هذا رغم حل المجموعة عدة مرات، من أشهر الأعضاء الذين انتموا إلى المجموعة المغني إيريك بيردن.

## الأعضاء الحاليين
- مايك غالاغير، عازف آلات مفاتيح
- جون ستيل، طبال
- داني هاندلي، عازف ألة الإيتار
- روبرت رويز، عازف غيتار البيس

## روابط خارجية
- ذي أنيملس على موقع الموسوعة البريطانية (الإنجليزية)
- ذي أنيملس على موقع ميوزك برينز (الإنجليزية)
- ذي أنيملس على موقع ميوزك برينز (الإنجليزية)
- ذي أنيملس على موقع رولينغ ستون (الإنجليزية)
- ذي أنيملس على موقع أول ميوزيك (الإنجليزية)
- ذي أنيملس على موقع ديسكوغز (الإنجليزية)

## مواضيع ذات صلة
- إيريك بيردن